# SNCASE SE.200
Sud-Est SE.200 Amphitrite (đặt tên theo một nữ thần biển Hy Lạp) là một loại thủy phi cơ chở khách của Pháp, được chế tạo vào cuối thập niên 1930, ban đầu nó được phát triển với tên gọi Lioré et Olivier LeO H-49 trước khi Pháp quốc hữu hóa ngành công nghiệp máy bay.

## Quốc gia sử dụng
Pháp
- Hải quân Pháp

## Tính năng kỹ chiến thuật
Đặc điểm tổng quát
- Kíp lái: 2
- Sức chứa: 48 hành khách
- Chiều dài: 40,15 m (131 ft 9 in)
- Sải cánh: 52,20 m (171 ft 3 in)
- Chiều cao: 9,73 m (32 ft 0 in)
- Diện tích cánh: 340 m2 (3.660 ft2)
- Trọng lượng rỗng: 27.080 kg (59.580 lb)
- Trọng lượng có tải: 60.670 kg (133.470 lb)
- Powerplant: 6 × Wright R-1820, 1,120 kW (1,500 hp) mỗi chiêc

Hiệu suất bay
- Vận tốc cực đại: 420 km/h (260 mph)
- Tầm bay: 6.000 km (3.750 dặm)
- Trần bay: 5.000 m (16.400 ft)
- Vận tốc lên cao: 3,7 m/s (740 ft/phút)